# Anton Sturm
Anton Sturm (Faggen, 30 maggio 1690 – Füssen, 25 ottobre 1757) è stato uno scultore austriaco.

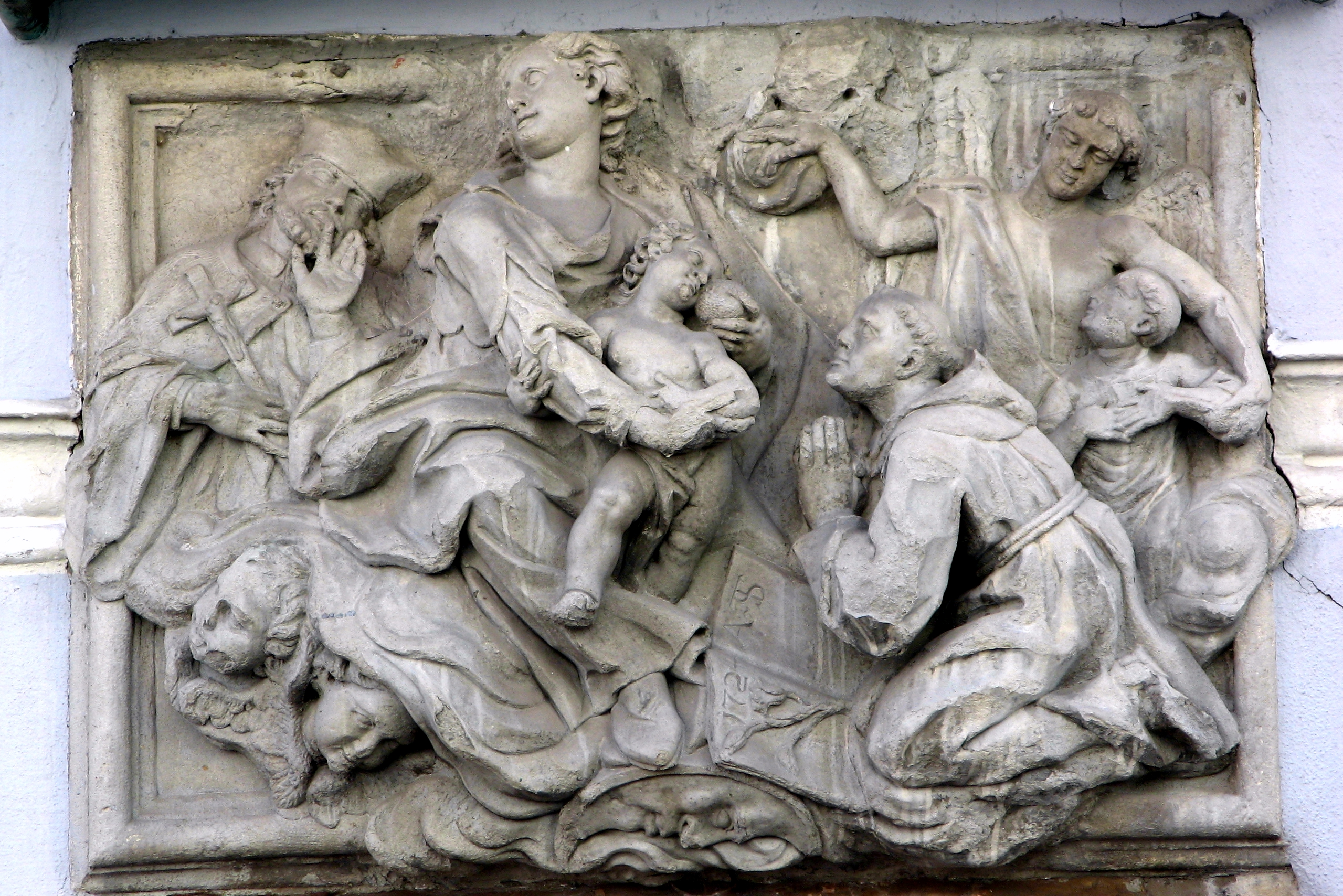
Rilievo in pietra arenaria nella Sturmhaus a Füssen

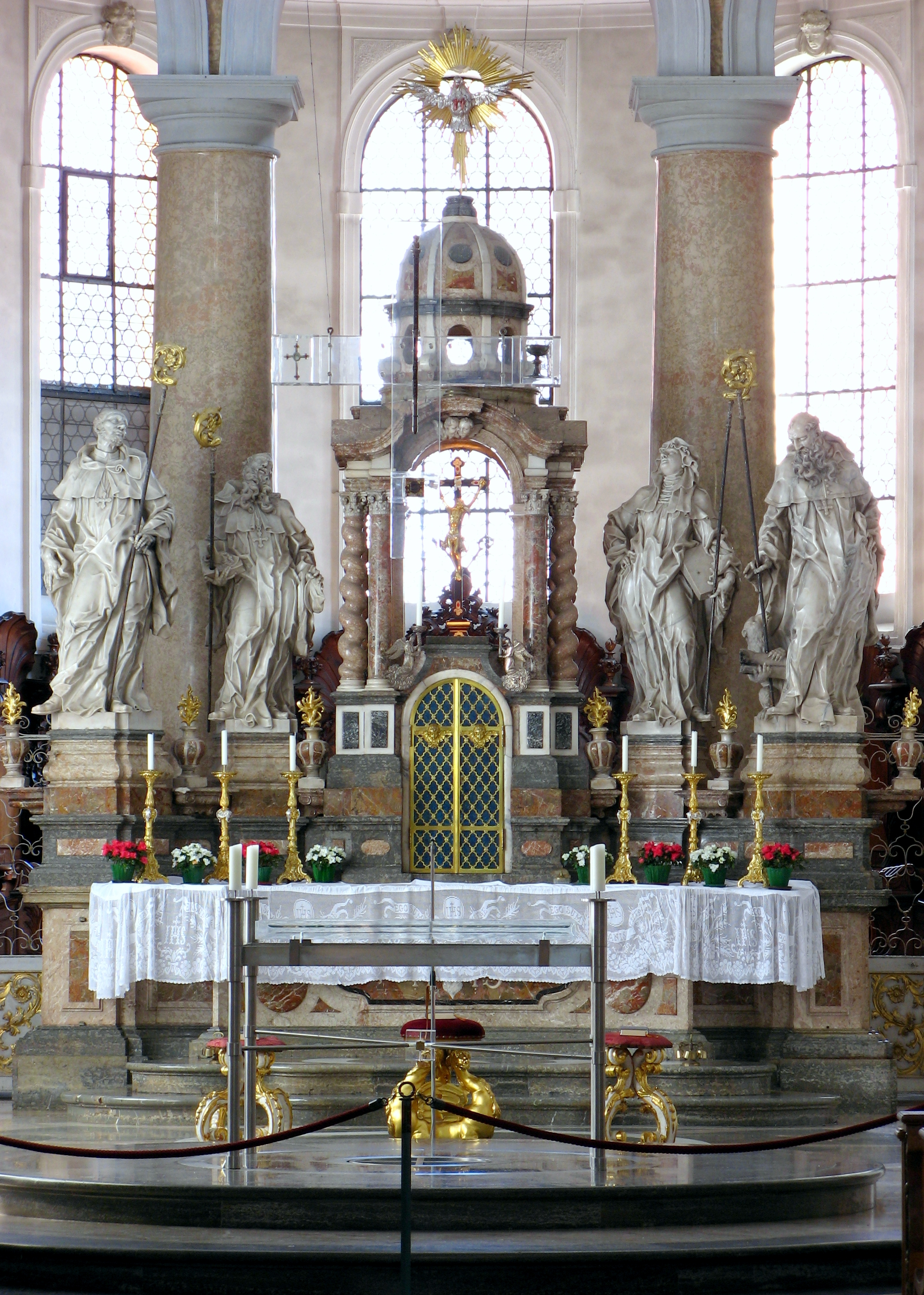
Plastico dell'altar maggiore nella chiesa di San Magno a Füssen

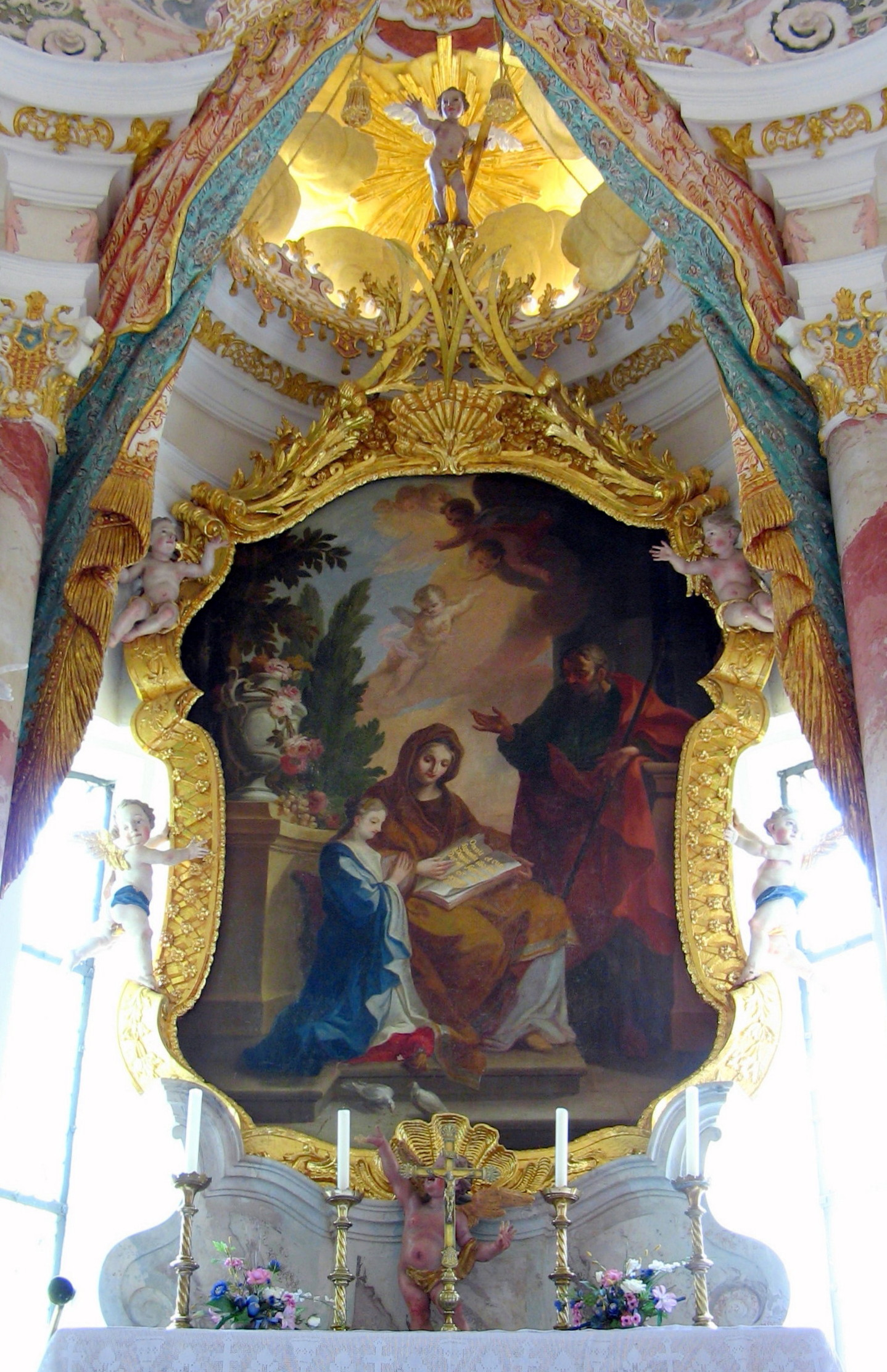
Cornice e putti nella cappella di Sant'Anna a Buxheim

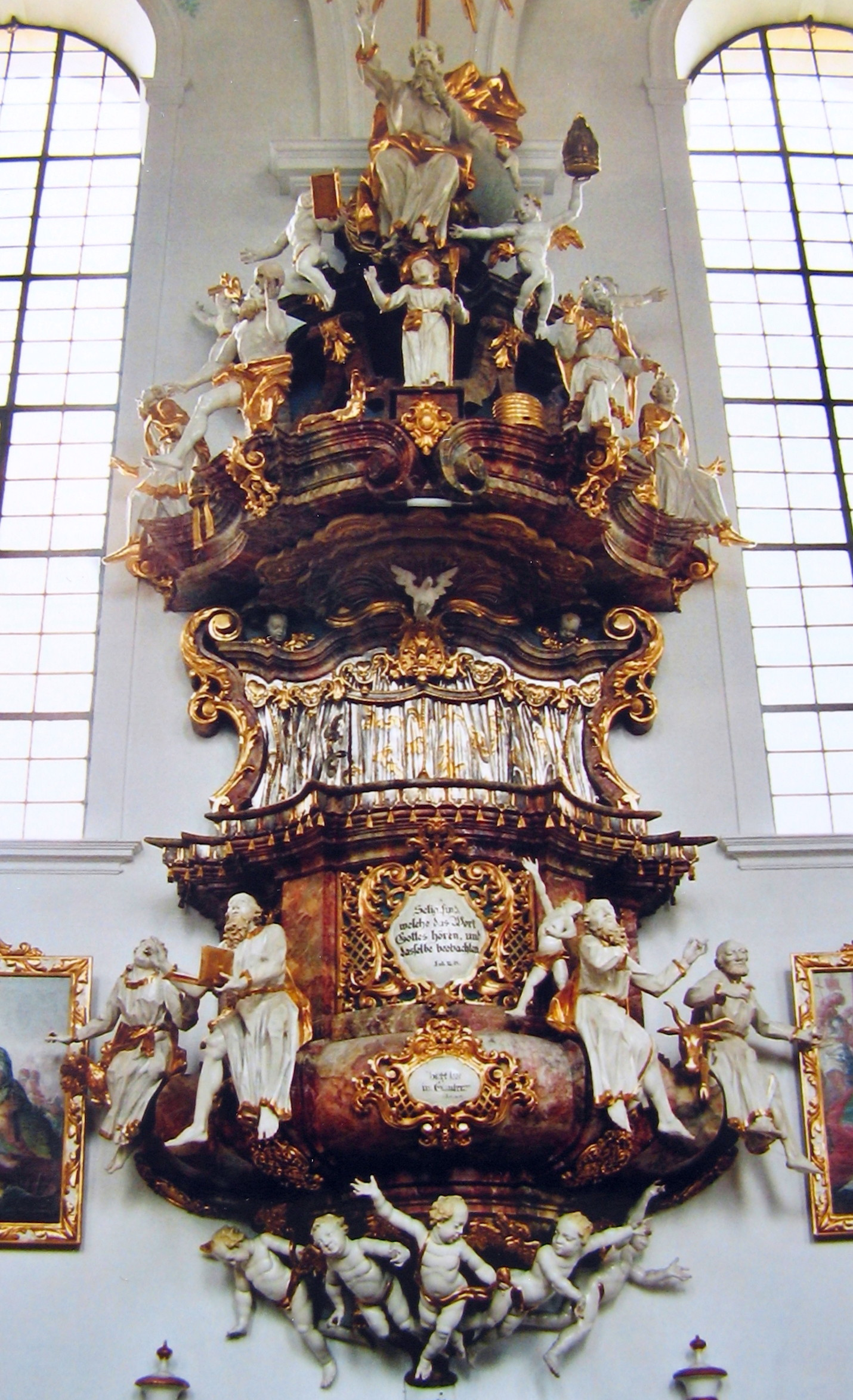
Pulpito della chiesa parrocchiale di Bernbeuren

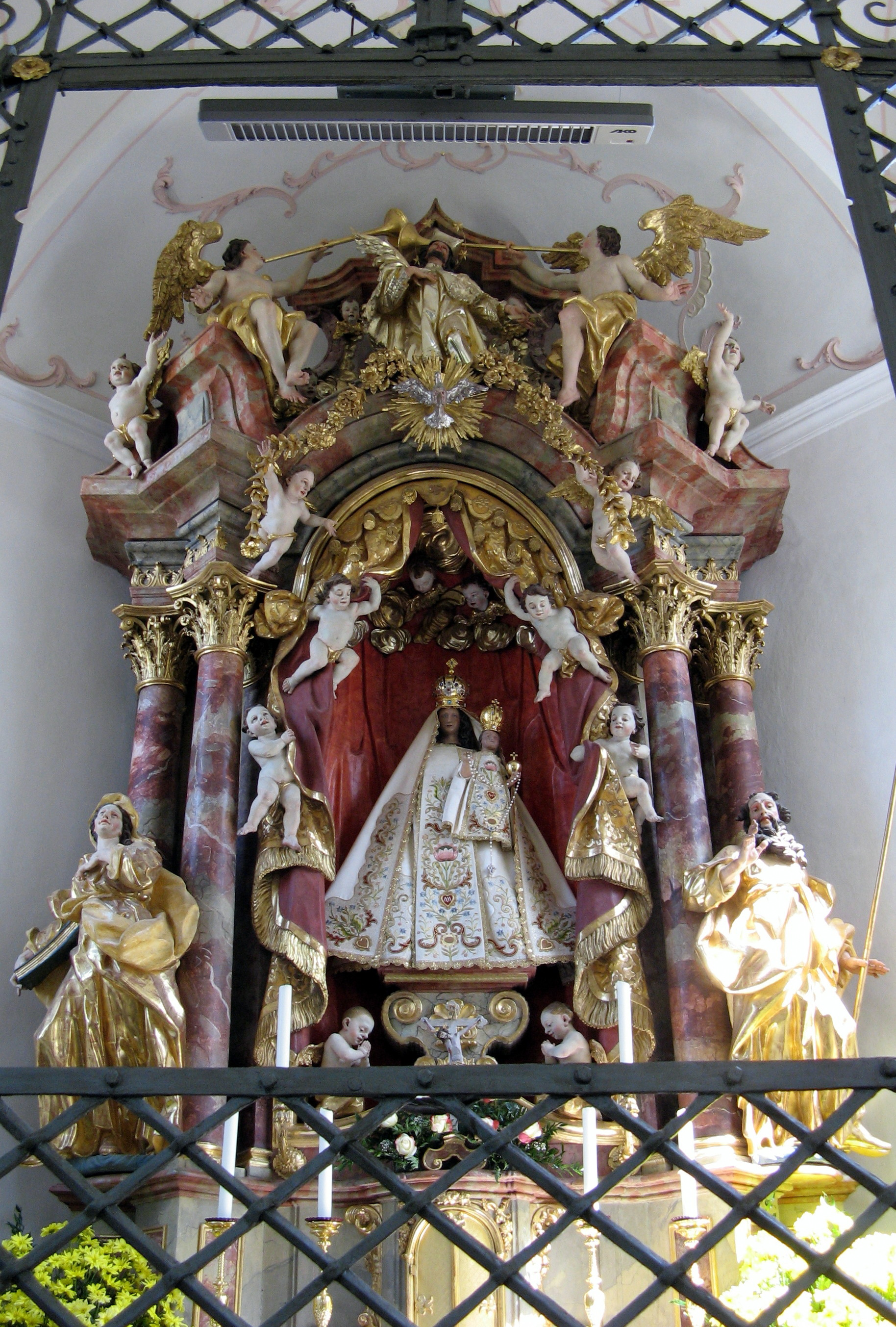
Altare nella cappella della Madonna di Loreto presso Oberstdorf

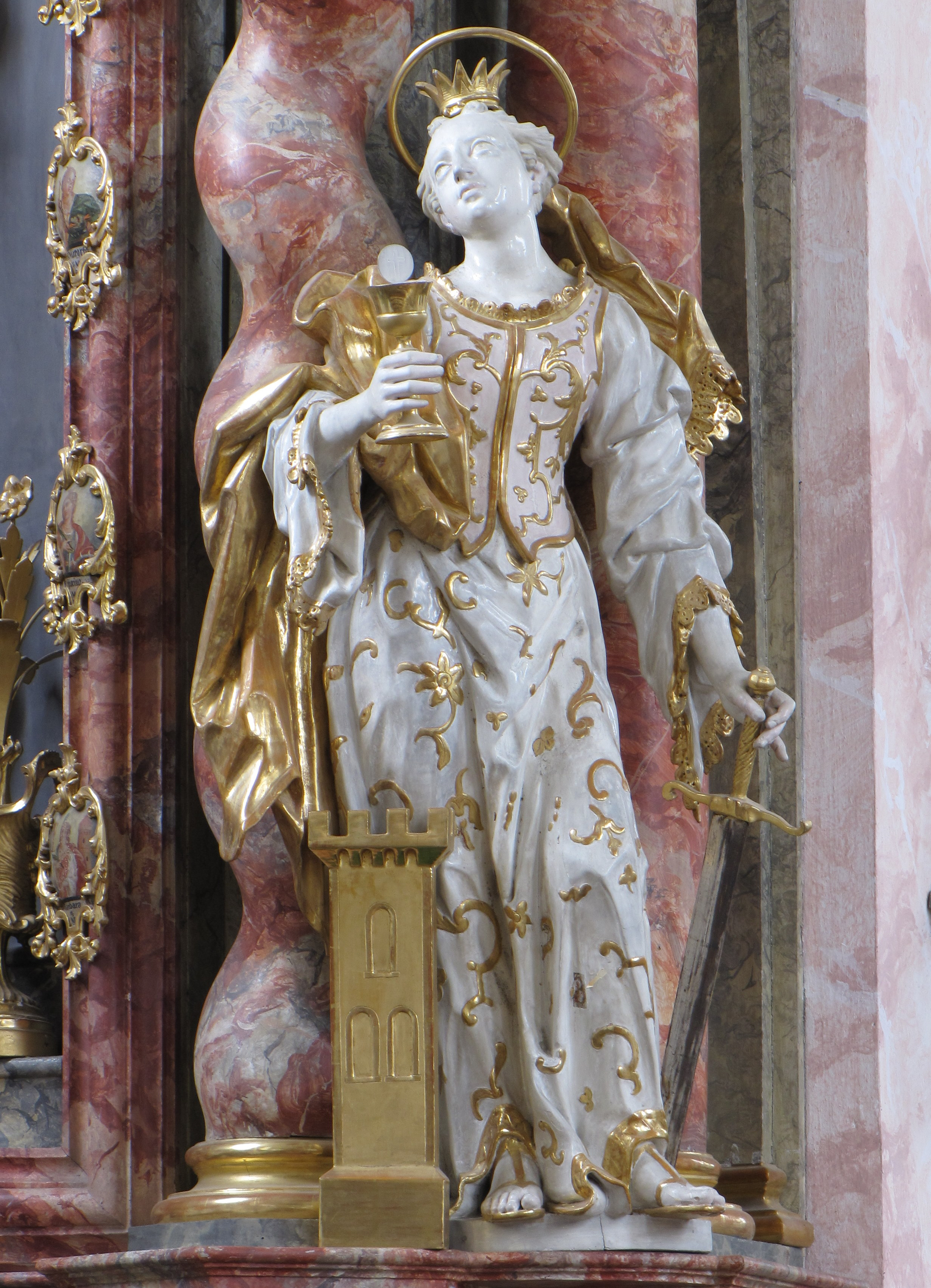
Santa Barbara nell'altare laterale della chiesa parrocchiale di Bernbeuren

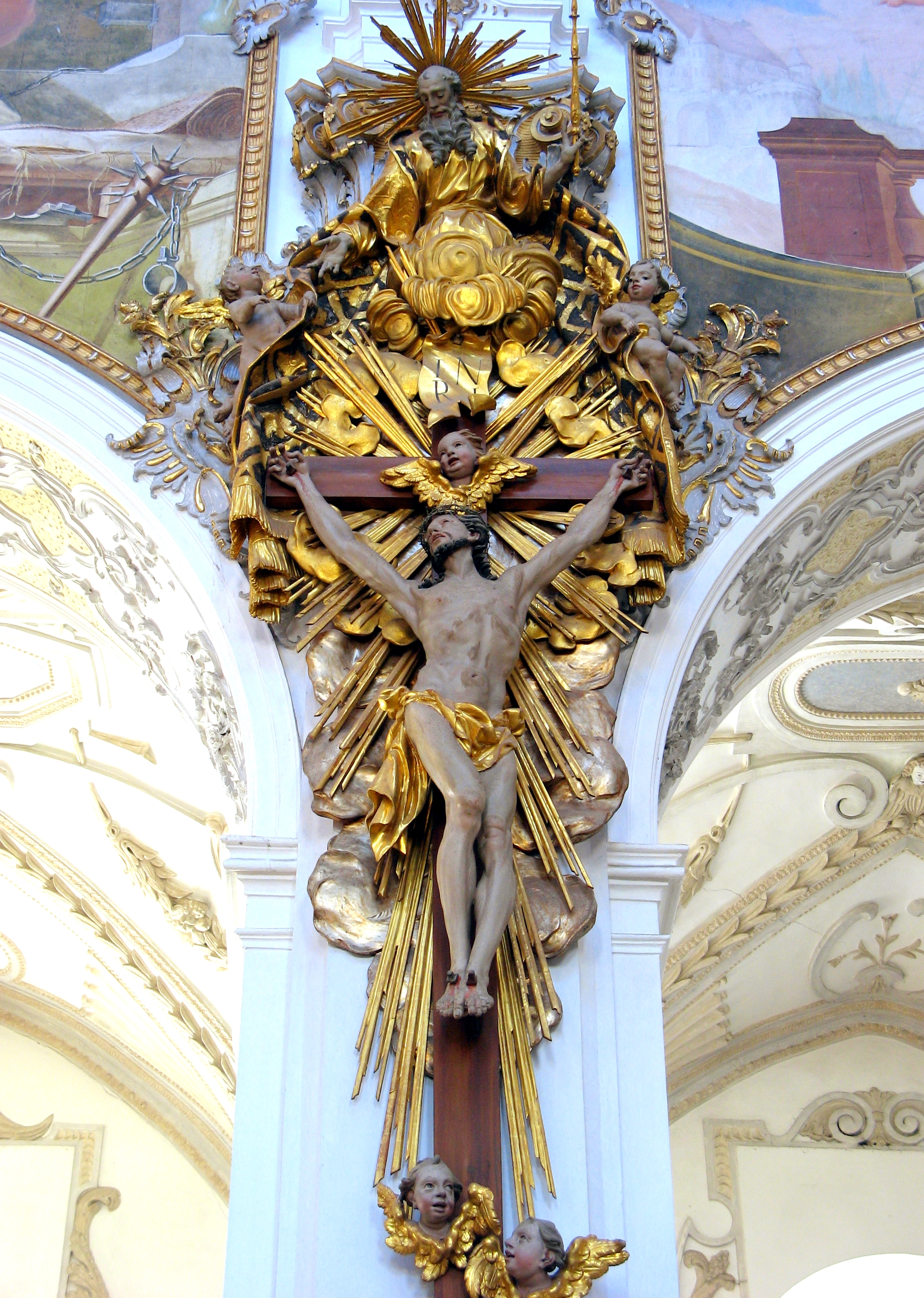
Iconografia della Trinità nella chiesa parrocchiale di Steingaden

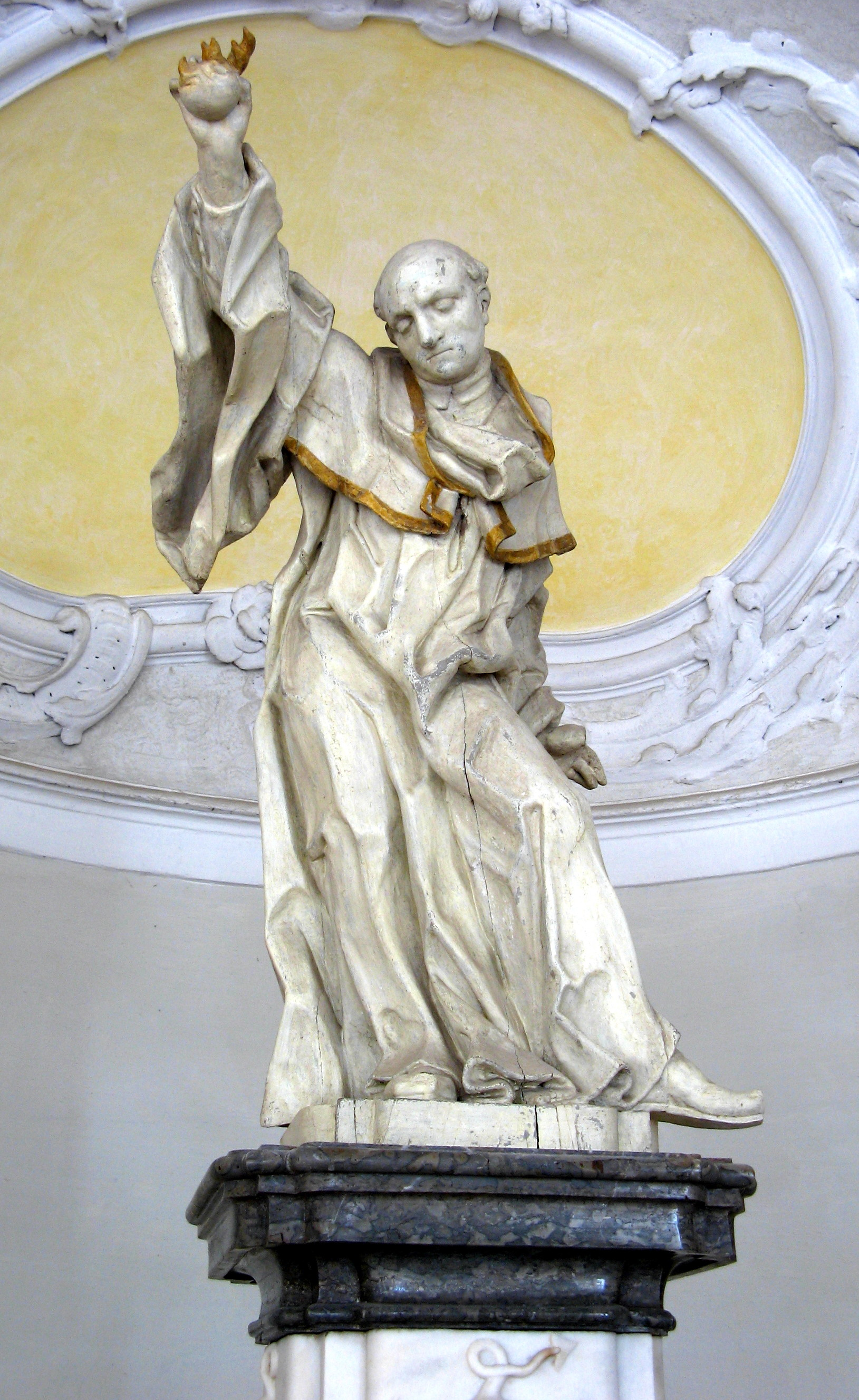
San Magno nell'Abbazia di San Magno a Füssen

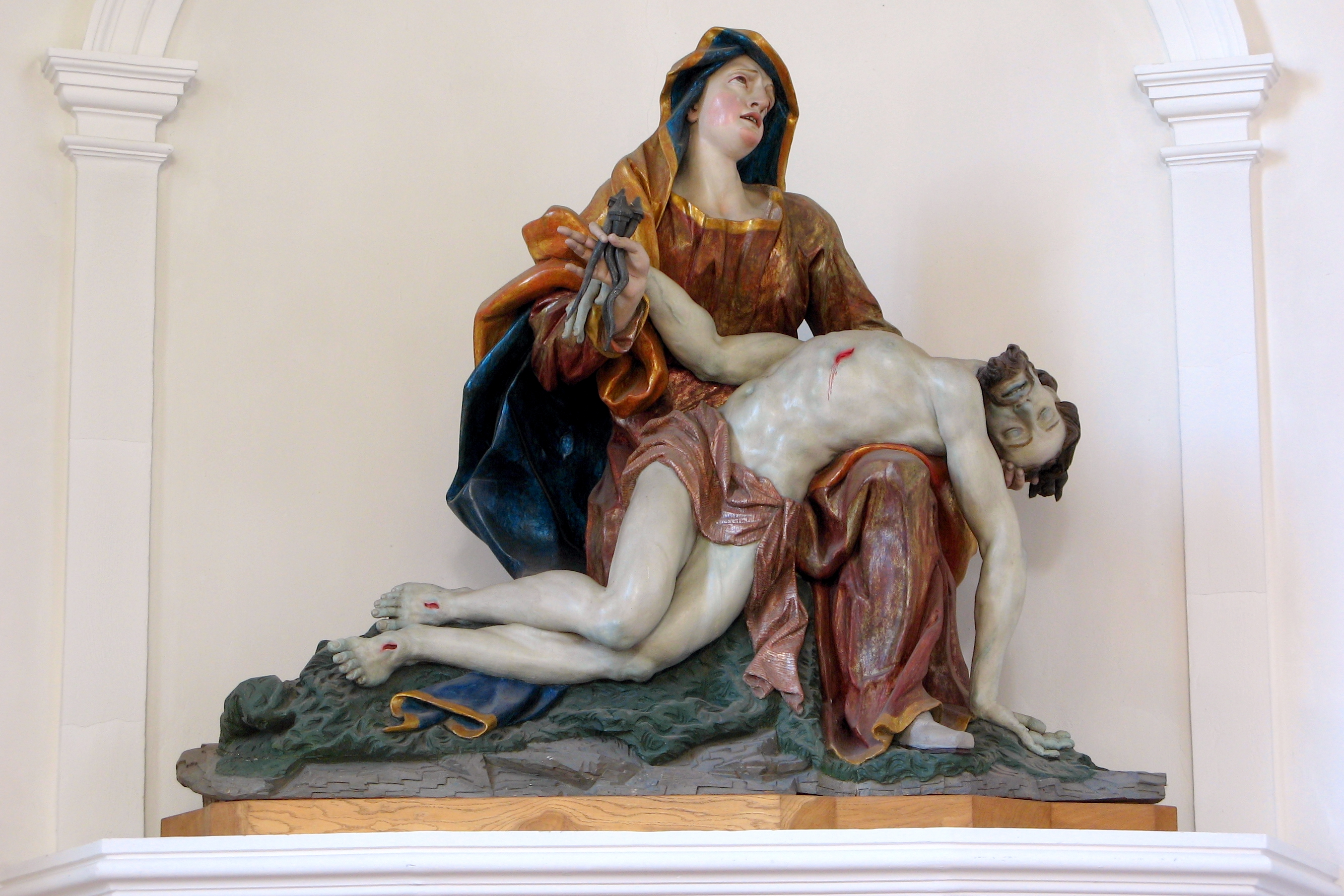
Pietá nella cappella funeraria della chiesa dei Santi Pietro e Paolo a Breitenwang

Le sue opere più importanti si trovano soprattutto in Algovia e nelle zone contigue dell'Alta Baviera, ma anche nell'Alta Svevia, nel Tirolo di Reutte e in alcuni musei. La scuola superiore di Füssen dal settembre 2010 è stata denominata Anton-Sturm-Mittelschule.

## Biografia
Apprese l'arte della scultura da un suo conterraneo, Johann Paul Tschiderer, che si era trasferito nella sveva Donauwörth. Il periodo di apprendimento è documentato dall'11. novembre 1705 al 16 dicembre 1709, ma nulla si sa circa i suoi anni come lavorante. A Füssen, sua residenza e luogo di decesso, compare per la prima volta il nome Herr Antoni Bildthauer (Signor Antoni, scultore) nei conti (purtroppo non pervenutici integralmente) dell'Abbazia di San Magno nel 1719. È certo comunque che egli vi abbia prestato la sua opera da tempo precedente.
Il 9 giugno 1721 egli sposò a Füssen Maria Fellner, giovane originaria di Boos vicino a Memmingen. Nove anni dopo il matrimonio egli acquistò una casa in città (oggi in Brunnengasse 18), ove stabilì il suo laboratorio. Dal matrimonio con Maria nacquero, tra il 1722 ed il 1729 sei figli, tre femmine e tre maschi. Egli istruì una nutrita serie di apprendisti, tra i quali anche il figlio Franz Joseph, ed impiegava regolarmente lavoranti, i cui nominativi tuttavia non ci sono pervenuti. Come scultore ebbe alta reputazione, ma non gli venne riconosciuta alcuna carica onorifica di Füssen.
Morì all'età di 67 anni e la moglie gli sopravvisse un anno. Il suo prestigioso laboratorio non venne condotto più da nessuno, dopo la sua morte.

## Opere
Il primo incarico impegnativo lo ebbe nella costruzione a nuovo della chiesa abbaziale di San Magno di Füssen. Prima del 1717 egli scolpì in marmo di Lasa, in grandezza naturale, le figure dei santi Benedetto, Scolastica, Colombano e Gallo.
Tra il 1721 e il 1722 quattro monumentali figure per l'altar maggiore. Nel 1725, con la figura da seduto di San Magno, Sturm terminò la sistemazione della Cappella di San Magno.
Dal 1724 al 1727 Anton Sturm consegnò 16 sculture, in grandezza superiore a quella naturale, di imperatori del casato degli Asburgo per la Sala imperiale dell'abbazia di Ottobeuren. Che questi ordinativi però non fossero sempre così buoni, è dimostrato da una lettera di lagnanze, che Sturm inviò nel 1745 al principe-vescovo di Augusta. Con questa lettera Sturm cercò di ottenere per sé il compito di scolpire l'altar maggiore della chiesa parrocchiale di Marktoberdorf, benché questo incarico fosse già stato assegnato allo scultore di Pfronten, Joseph Stapf. Bisogna tuttavia tenere presente, a questo proposito, che Sturm aveva fama di essere uno scultore piuttosto caro.
Sturm era altrettanto bravo nell'intaglio del legno come nella scultura in pietra.
Egli progettò anche altari e assunse anche in proprio come imprenditore la loro realizzazione.
La sua versatilità artistica spaziava dalle immagini di santi popolari locali fino alle eleganti, plastiche figure scolpite per le grandi chiese abbaziali fino ai quattro Padri della Chiesa, che negli anni dal 1750 al 1754 egli realizzò per il santuario di Wies.

## Indice delle opere

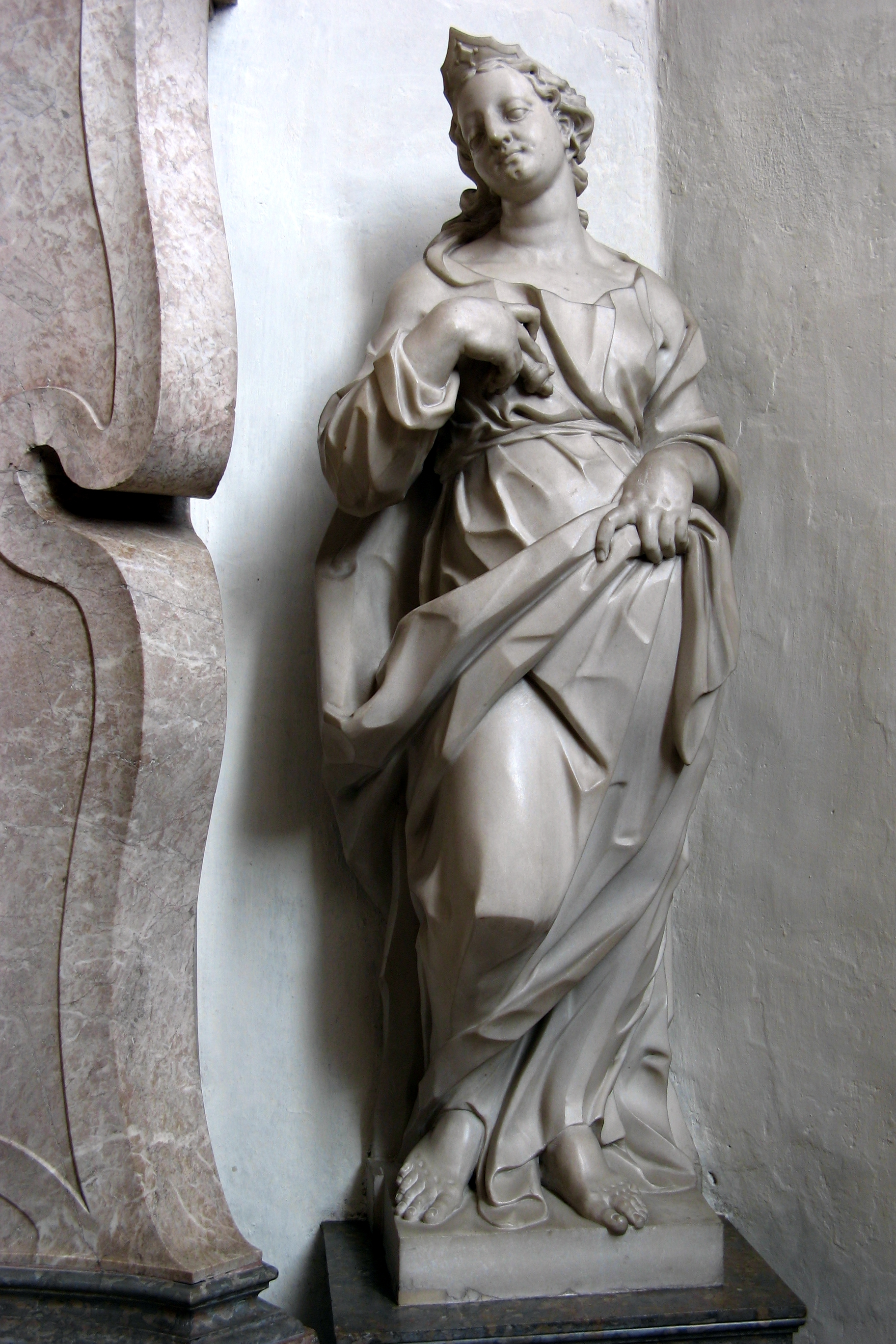
Giustizia nel Duomo di Augusta
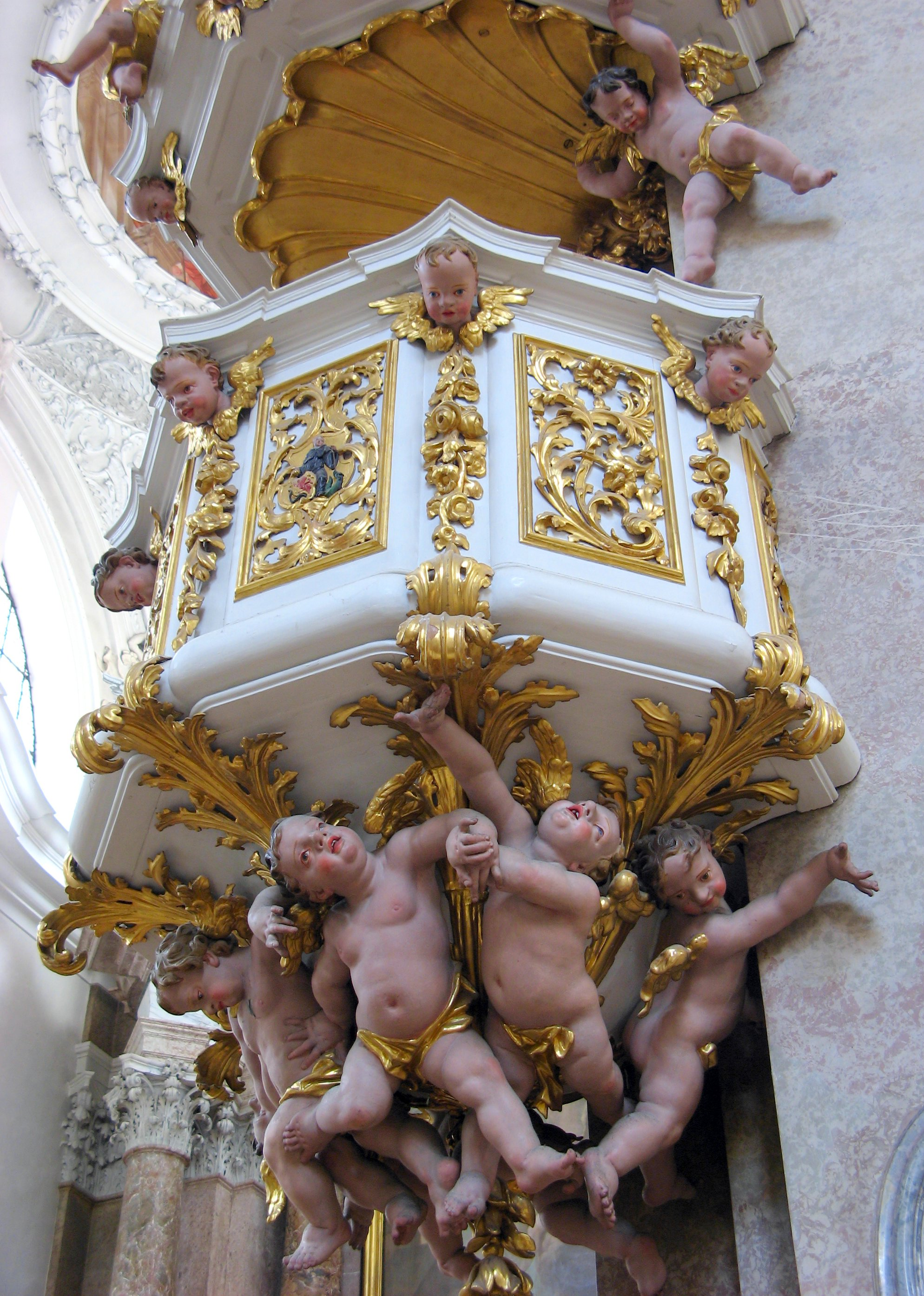
Pulpito nella chiesa abbaziale di San Magno a Füssen
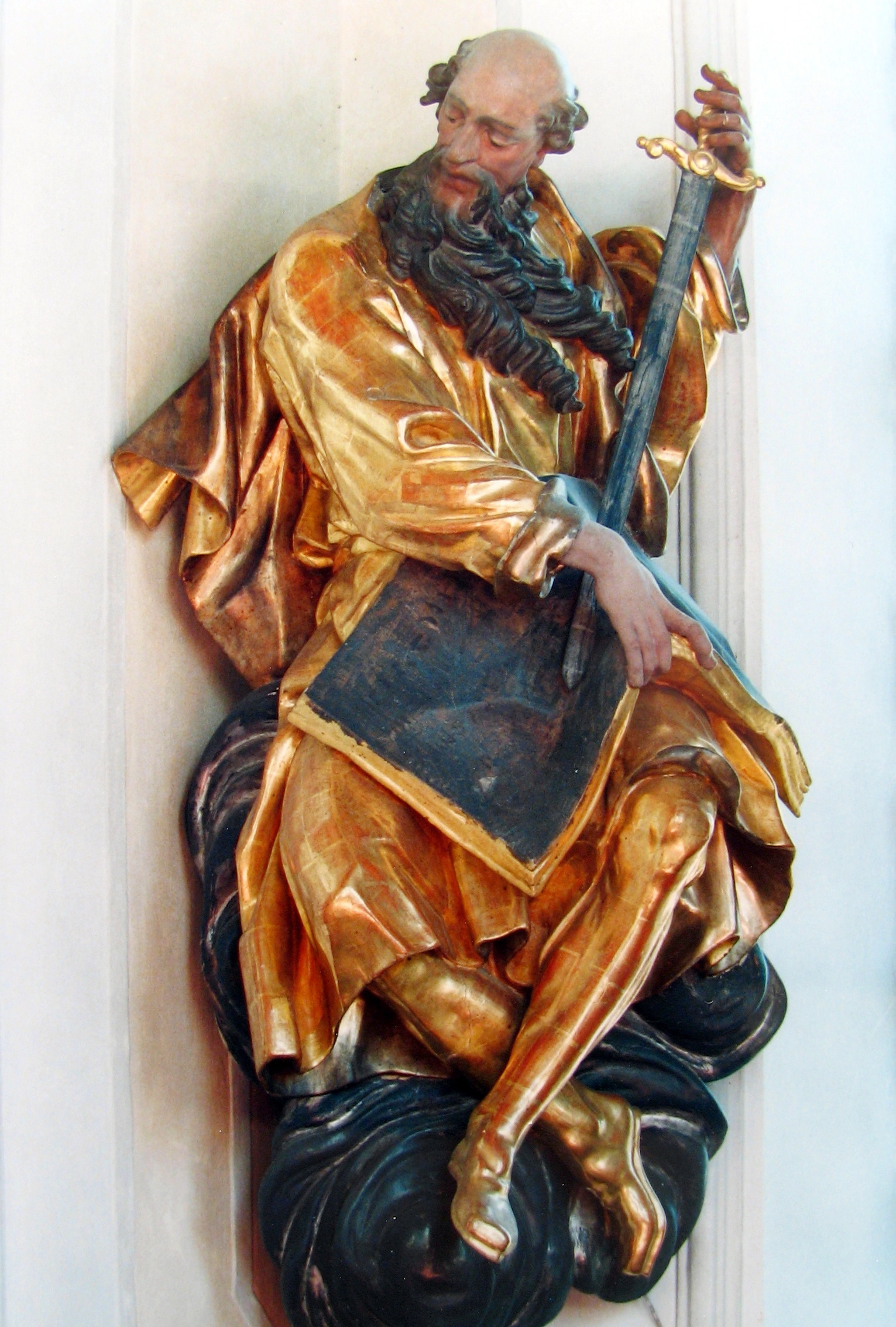
San Paolo nella chiesa parrocchiale di Altstädten
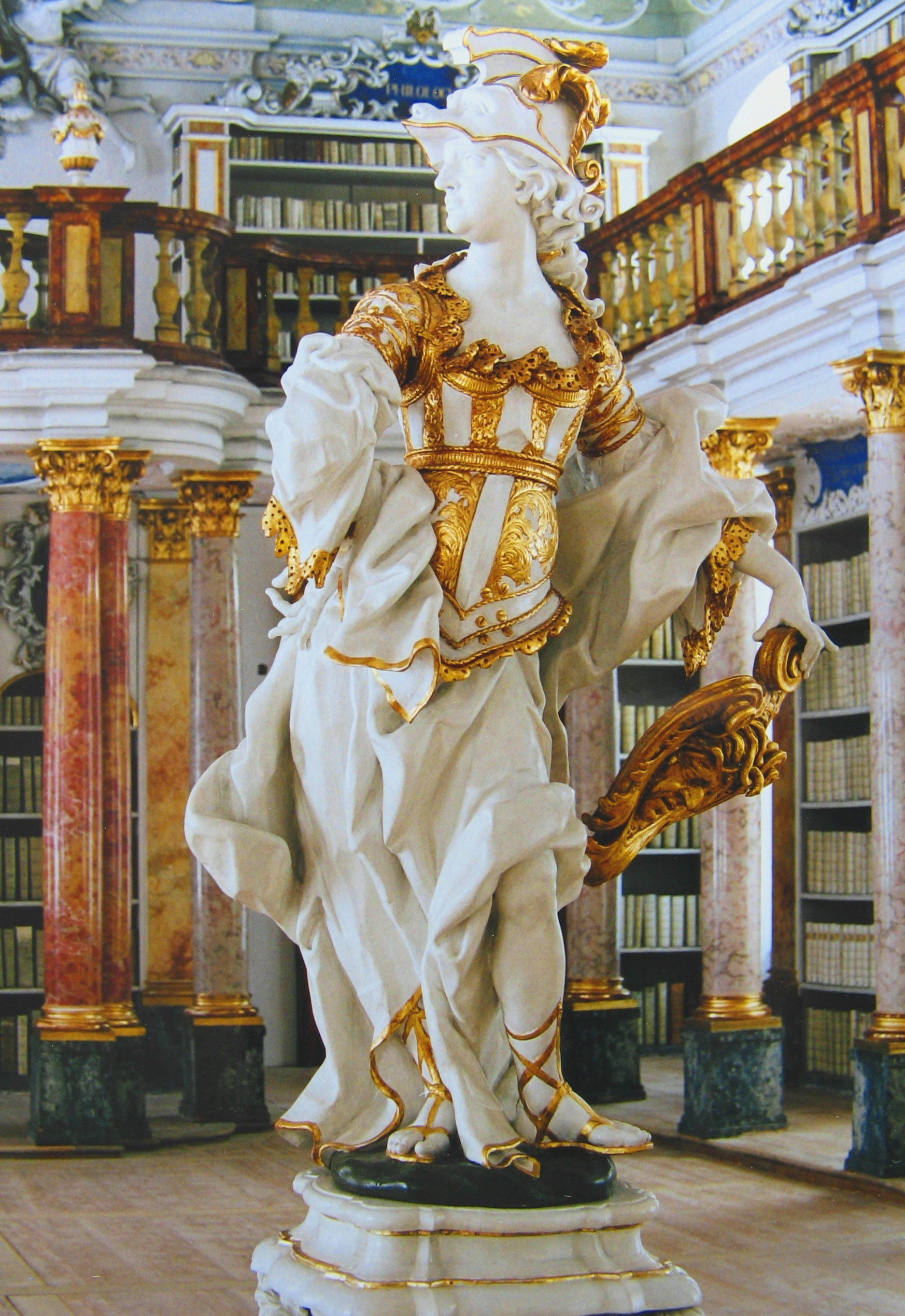
Atena nella biblioteca dell'abbazia di Ottobeuren
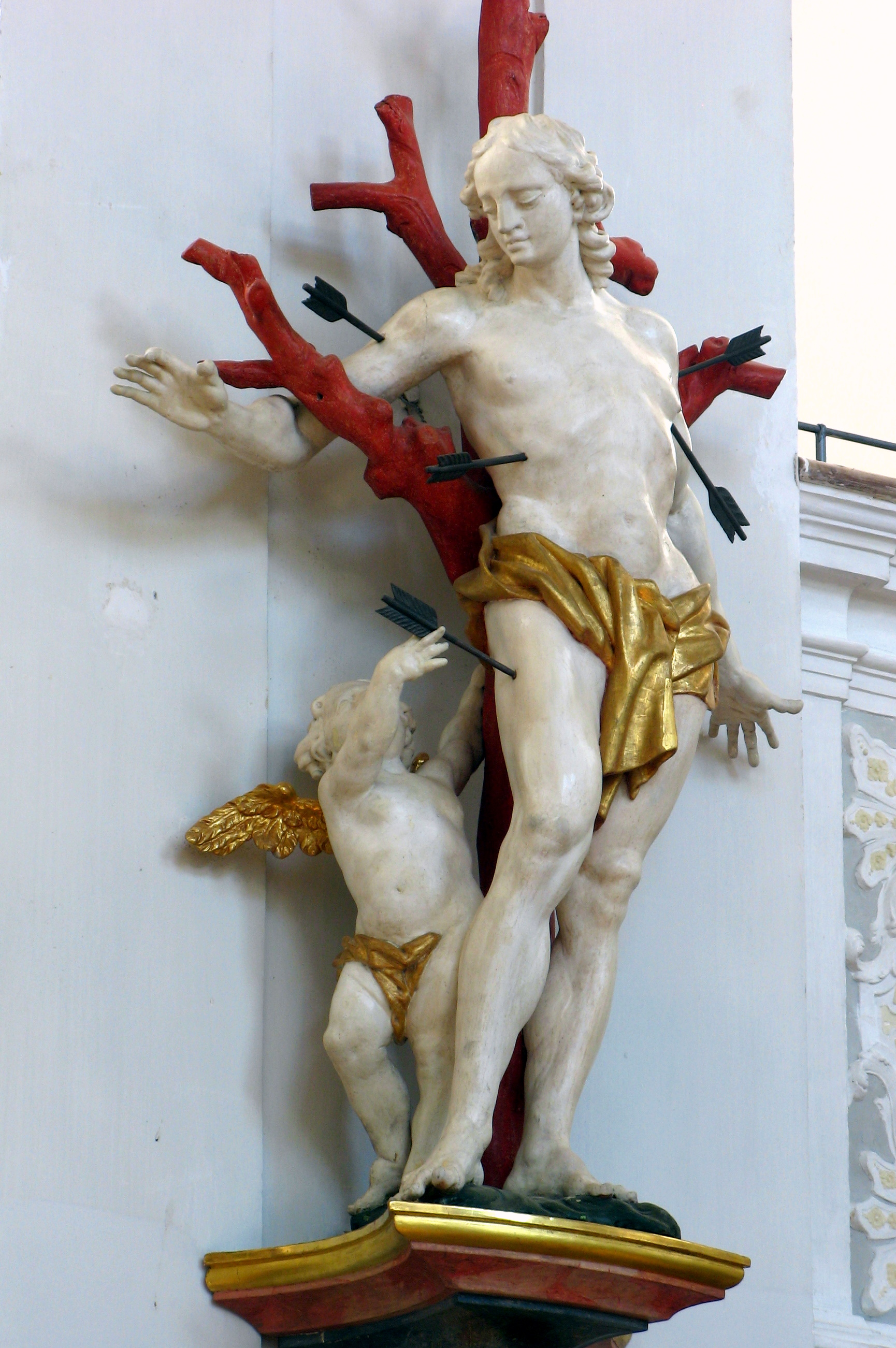
San Sebastiano nella chiesa parrocchiale di Wolfegg
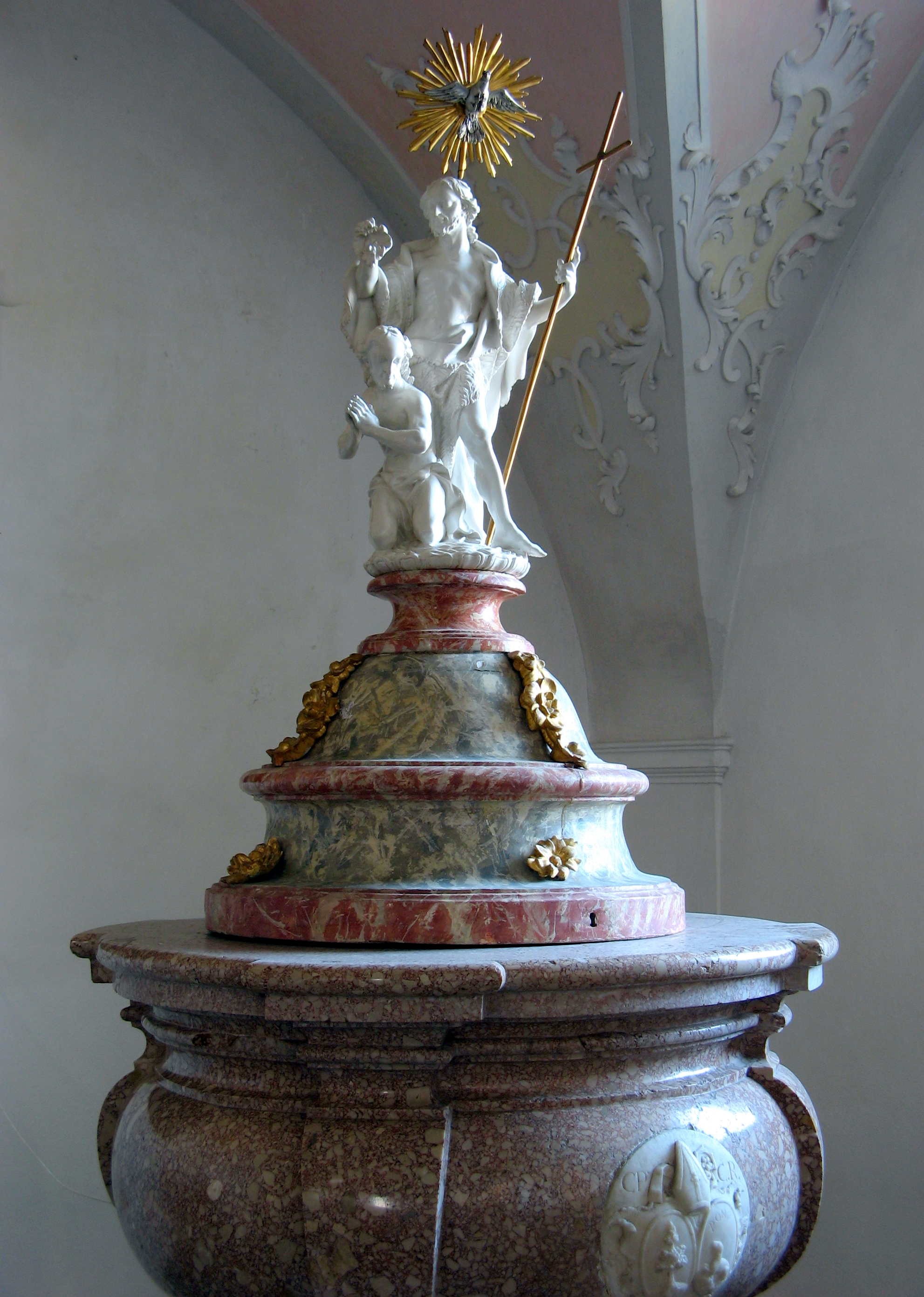
Pietra battesimale nella chiesa parrocchiale di Rottenbuch
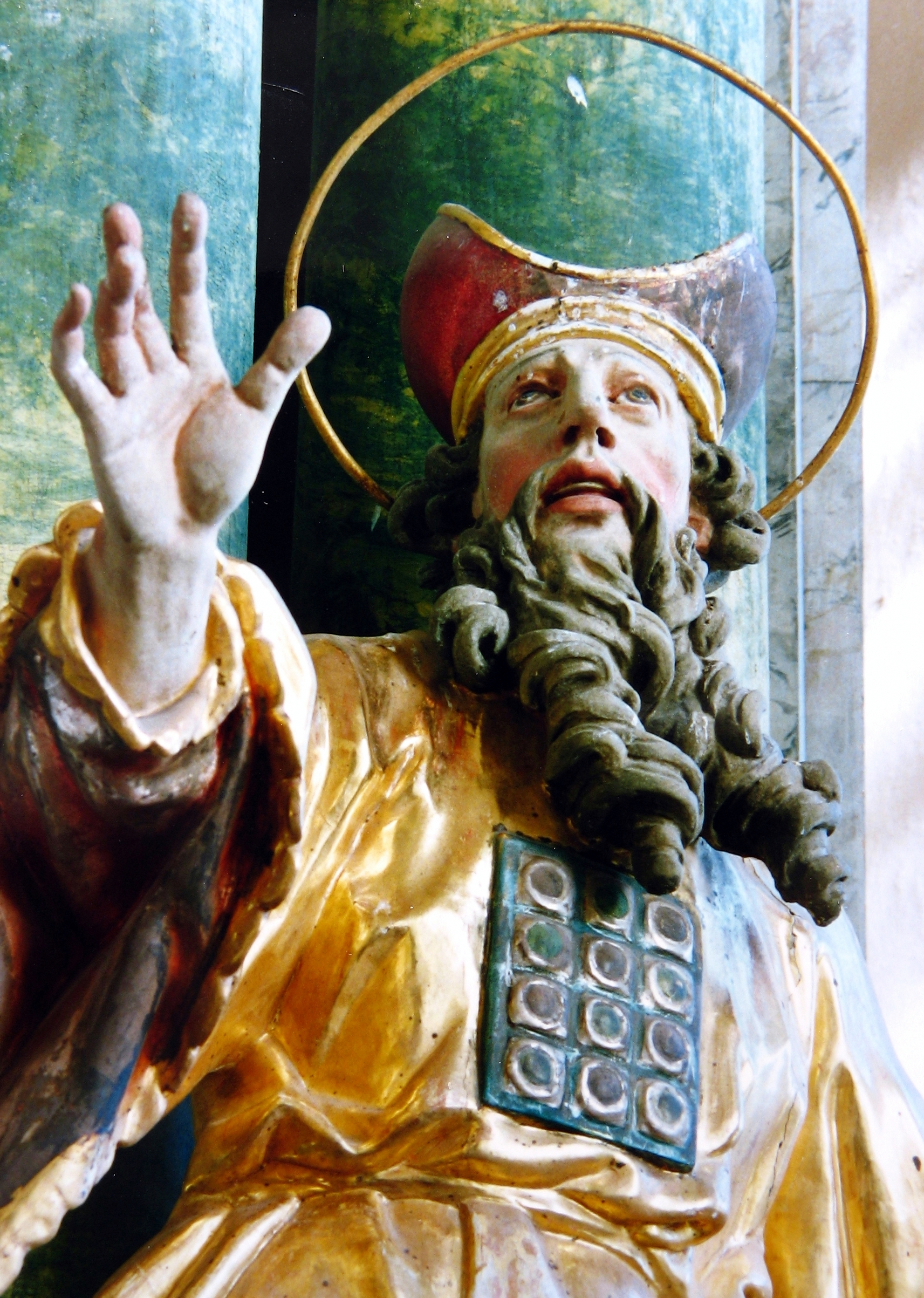
San Zaccaria (dettaglio) nel santuario di Burggen
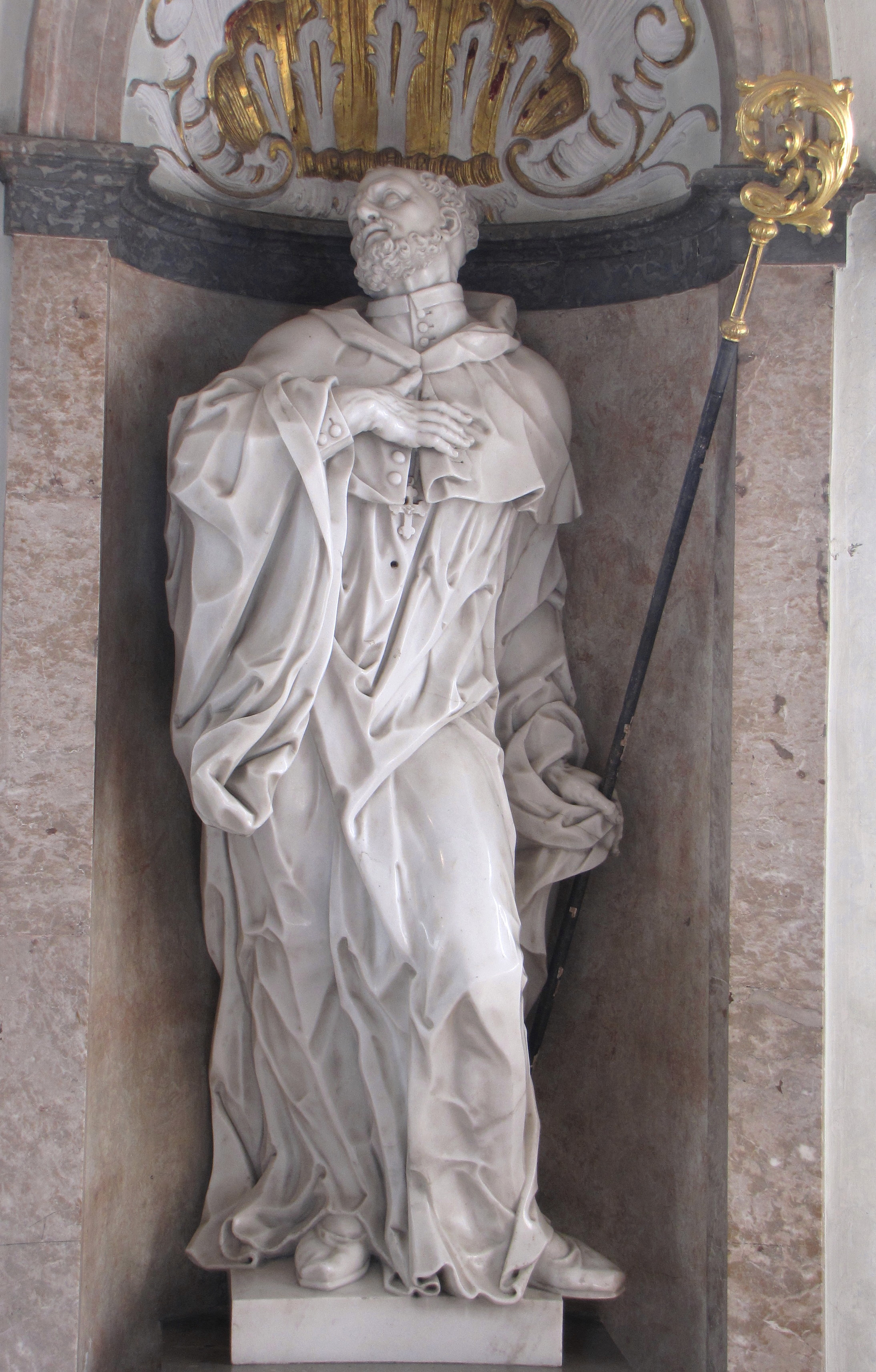
San Colombano nella cappella di San Magno a Füssen